# Episodi di Search Party (quarta stagione)
La quarta stagione della serie televisiva Search Party, composta da 10 episodi, è stata trasmessa negli Stati Uniti d'America, da HBO Max, dal 14 al 28 gennaio 2021.
In Italia, la stagione è inedita.
| nº | Titolo originale                    | Titolo italiano | Prima TV USA    | Pubblicazione Italia |
| -- | ----------------------------------- | --------------- | --------------- | -------------------- |
| 1  | The Girl in the Basement            |                 | 14 gennaio 2021 |                      |
| 2  | Something Sharp                     |                 | 14 gennaio 2021 |                      |
| 3  | Escape to Nowhere                   |                 | 14 gennaio 2021 |                      |
| 4  | Home Again, Home Again, Jiggity-Jig |                 | 21 gennaio 2021 |                      |
| 5  | Doctor Mindbender                   |                 | 21 gennaio 2021 |                      |
| 6  | The Thoughtless Woman               |                 | 21 gennaio 2021 |                      |
| 7  | The Infinite Loop                   |                 | 28 gennaio 2021 |                      |
| 8  | The Imposter                        |                 | 28 gennaio 2021 |                      |
| 9  | The Inferno                         |                 | 28 gennaio 2021 |                      |
| 10 | The Shadows                         |                 | 28 gennaio 2021 |                      |